# سوغا (عشيرة)

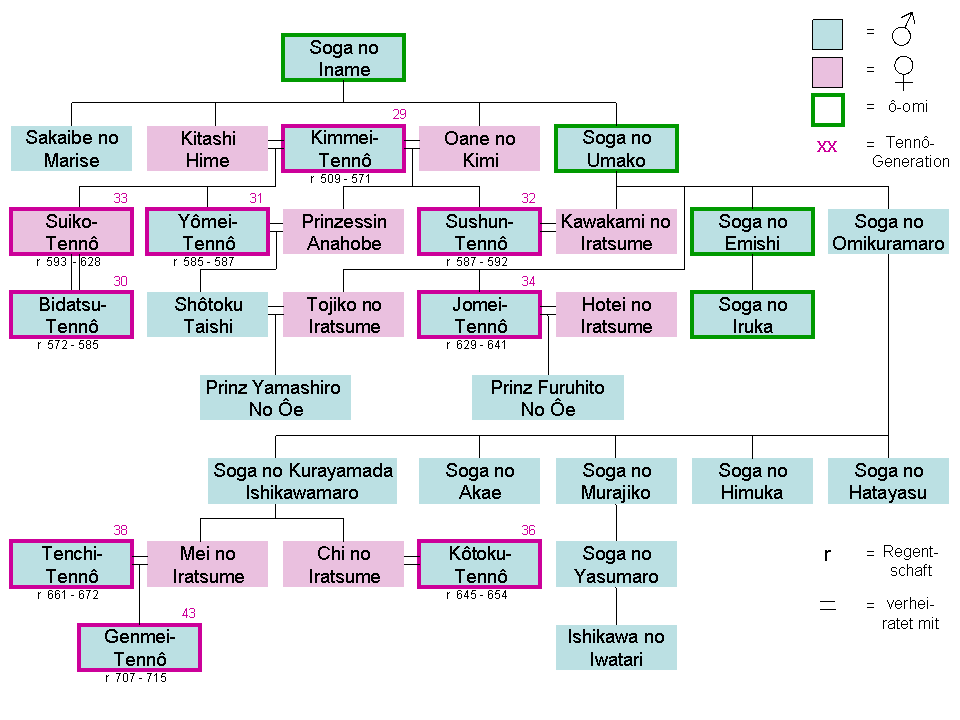

عشيرة سوغا　(باليابانية: 蘇我氏 سوغا نو أوجي) كان واحدة من أكبر وأكثر العائلات نفوذا في فترة أسوكا في اليابان ولعبت دوراً هاما في نشر البوذية في اليابان من كوريا. لعبت عائلة سوغا دوراً كبيراً بالتحكم في القصر الإمبراطوري في تلك الفترة وأثرت على الكثير من قرارات الحكومة. تدعي العشيرة نفسها أنها تنحدر من الإمبراطور كوغين.

## العلاقة مع البوذية وكوريا
بسبب علاقة عشيرة سوغا مع ممالك بايكج وغوغوريو في شبه الجزيرة الكورية، قامت عشيرة سوغا بدعم انتشار البوذية في بداية مراحل دخولها لليابان. كان العديد من اليابانيين في ذلك الوقت يعتقدون بعدم صلاح فكرة إدخال دين جديد إلى اليابان، لأن هذا قد يعارض أفكار الشنتو عن الكامي خاصة مثل العشائر ذات النفوذ التي كانت ترعى الأمور الدينية مثل ناكاتومي ومونونوبه.